# François Englert
François Englert (Etterbeek, 6 de novembro de 1932) é um físico belga. Foi laureado com o Nobel de Física de 2013, juntamente com Peter Higgs, pela descoberta do mecanismo de Higgs.

## Juventude
François Englert é filho de judeus e sobrevivente do Holocausto; foi durante a Segunda Guerra Mundial uma das chamadas "crianças escondidas".

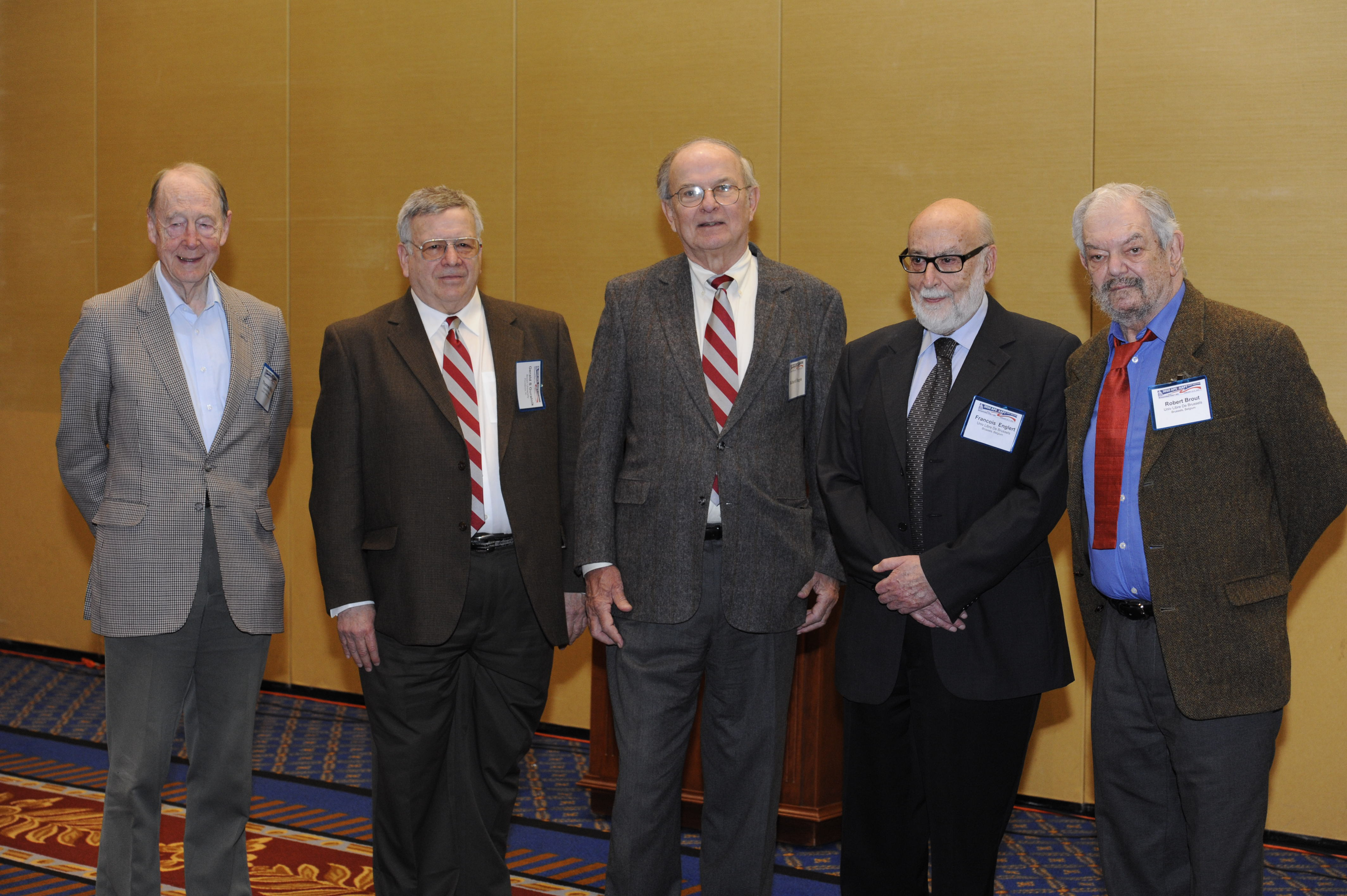
Tom Kibble, Gerald Guralnik, Carl Richard Hagen, François Englert e Robert Brout na cerimônia de entrega do Prêmio Sakurai de 2010

## Carreira
Englert obteve a graduação em engenharia mecânica e elétrica em 1955 na Université Libre de Bruxelles (ULB), onde obteve um doutorado em física em 1959. Depois trabalhou até 1961 na Universidade Cornell com Robert Brout, sendo no final professor assistente. Voltou para Bruxelas, onde tornou-se professor. Robert Brout também o visitou como professor. Juntos dirigiram a partir de 1980 a seção de física teórica. Em 1998 tornou-se professor emérito.
Independentemente de Peter Higgs (e Carl Richard Hagen, Gerald Guralnik e Tom Kibble) descobriu em 1964 o atualmente denominado mecanismo de Higgs, que confere massa  de acordo com a teoria de gauge mediante quebra de simetria em analogia com a física do estado sólido (Englert e Brout: Broken Symmetry and the Mass of Gauge Vector Mesons. In: Physical Review Letters. Volume 13, 1964, p. 321–323) através de um campo escalar (campo de Higgs). A este mecanismo é atualmente atribuído no modelo padrão a massa das partículas elementares. Eles propuseram que a teoria de gauge com quebra de simetria permanece renormalizante., o que foi provado no início da década de 1970 por Gerardus 't Hooft e Martinus J. G. Veltman, que por isso receberam o Nobel de Física de 1999.
Trabalhou com mecânica estatística, cosmologia, teoria das cordas e gravitação.
Em 1997 recebeu o Prêmio de Física de Altas Energias e Partículas Elementares da European Physical Society com Robert Brout e Peter Higgs e em 2004 o Prêmio Wolf de Física com Brout e Higgs. Em 1982 recebeu o Prêmio Francqui. Em 2010 foi laureado com outros descobridores do mecanismo de Higgs com o Prêmio Sakurai. Em 2013 Englert, Peter Higgs e a Organização Europeia para a Pesquisa Nuclear (CERN) receberam o Prêmio Príncipe das Astúrias. Em 8 de julho de 2013 Alberto II da Bélgica o nobilitou com o título de barão da nobreza belga. A Thomson Reuters listou Englert em 2013 em razão do número de suas citações entre os favoritos para receber um Prêmio Nobel, que ele efetivamente obteve juntamente com Peter Higgs.
Participou da 23ª Conferência de Solvay, em 2005.